# Society of Merchant Venturers
La Society of Merchant Venturers (ou tout simplement "Merchant Venturers") est une organisation privée entrepreneuriale et à vocation caritative de la ville de Bristol en Angleterre. Elle date du XIIIe siècle. À une époque elle se rapprocha du gouvernement local de Bristol et eut un contrôle effectif du Port de Bristol.

## Compléments

### Lectures approfondies
- « Act to establish a 'Fellowship of Merchants', 1467 », The Smugglers' City, University of Bristol (consulté le 8 octobre 2008)
- « Act to establish a 'Company of Merchants', 1500 », The Smugglers' City, University of Bristol (consulté le 8 octobre 2008)
- « Letters Patent of the Merchant Venturers, 1552 », The Smugglers' City, University of Bristol (consulté le 8 octobre 2008)
- « Conformation of the Letters Patent of the Merchant Venturers, 1566 », The Smugglers' City, University of Bristol (consulté le 8 octobre 2008)
- « Act of Parliament: The Merchant Venturers, 1566 », The Smugglers' City, University of Bristol (consulté le 8 octobre 2008)
- « Complaint of the Tuckers, 1568 », The Smugglers' City, University of Bristol (consulté le 8 octobre 2008)
- « Parliamentary debate: The Merchant Venturers, 1571 », The Smugglers' City, University of Bristol (consulté le 8 octobre 2008)
- « Act of Parliament: The Merchant Venturers, 1571 », The Smugglers' City, University of Bristol (consulté le 8 octobre 2008)
- (en) John Latimer, The history of the Society of Merchant Venturers of the City of Bristol; with some account of the anterior Merchants' Guilds, Bristol, Arrowsmith, 1903 (lire en ligne)
- (en) Elizabeth Ralph, Guide to the archives of the Society of Merchant Venturers of Bristol, the Society of Merchant Venturers, 1988